# Гребля Ель-Агрем
Гребля Ель-Агрем (El Agrem) – гідротехнічна споруда на півночі Алжиру.
Греблю спорудили в 1986 – 2000 роках за десяток кілометрів на південний схід від приморського міста Джиджель, на уеді Ель-Агрем. Водозбірний басейн вище від споруди складає 36 км2, а її головним призначенням є водопостачання та іригація.
В межах проекту долину уеду перекрили кам’яно-накидною греблею висотою 70 метрів (від основи, висота від русла уеду – 63 метра), довжиною 395 метрів та шириною по гребеню 8 метрів. Гребінь споруди знаходиться на позначці 147 метрів НРМ, а її водоскид розрахований на перепуск під час повені 142 м3/с.
Гребля утворила водосховище об’ємом 34 млн м3 при нормальному рівні 143 метра НРМ (під час повені цей показник може зростати до 145,5 метра НРМ).